# Kristjan Ilves
Kristjan Ilves (* 10. června 1996 Tartu) je estonský reprezentant v severské kombinaci.
Kristjan Ilves reprezentoval Estonsko na Zimních olympijských hrách 2014. Umístil se na 41. místě v závodě na středním můstku a na 34. místě v závodě na velkém můstku.
K březnu 2022 je jeho nejlepším umístěním 8. místo v týmovém sprintu z mistrovství světa v klasickém lyžování 2021 v německém Oberstdorfu. V individuální soutěži dosáhl nejlépe na 11. pozici v závodě na velkém můstku, také na šampionátu v roce 2021.
Na mistrovství světa startoval poprvé v únoru 2013. Jeho jediným umístěním na stupních vítězů bylo 2. místo v Hakubě, těsně před Zimními olympijskými hrami 2018. V lednu 2022 přidal další dvě druhá místa v závodech v německém Klingenthalu. Jeho celkovým nejlepším umístěním ve Světovém poháru je 17. místo ze sezóny 2020–21.
Kristjan Ilves také reprezentoval Estonsko na Zimních olympijských hrách 2018, kde skončil na 16. místě v závodě na středním můstku.

## Záznam

### Oympijské hry
| Rok  | Věk | Jednotlivec MM | Individuální VM | Tým VM |
| ---- | --- | -------------- | --------------- | ------ |
| 2014 | 17  | 41             | 34              | —      |
| 2018 | 21  | 16             | 28              | —      |
| 2022 | 25  | —              | 9               | —      |

### Světový šampionát
| Rok  | Věk | Jednotlivec MM | Individuální VM | Tým MM | Týmový sprint VM |
| ---- | --- | -------------- | --------------- | ------ | ---------------- |
| 2013 | 16  | 48             | 39              | 11     | —                |
| 2015 | 18  | 40             | 38              | 10     | 11               |
| 2017 | 20  | 23             | 27              | 9      | 12               |
| 2019 | 22  | 43             | DNS2            | —      | —                |
| 2021 | 24  | 19             | 11              | —      | 8                |

## Výsledky Světového poháru

### Pořadí v sezóně
| Sezóna  | Věk | Body | Celkem |
| ------- | --- | ---- | ------ |
| 2013–14 | 17  | 1    | 80     |
| 2014–15 | 18  | 2    | 66     |
| 2015–16 | 19  | 7    | 54     |
| 2016–17 | 20  | 81   | 42     |
| 2017–18 | 21  | 264  | 19     |
| 2018–19 | 22  | 22   | 54     |
| 2019–20 | 23  | 56   | 31     |
| 2020–21 | 24  | 187  | 17     |
| 2021–22 | 25  | 516  | 6      |

### Stupně vítězů
| Ne. | Sezóna  | datum          | Umístění             | Disciplína  | Místo |
| --- | ------- | -------------- | -------------------- | ----------- | ----- |
| 1   | 2017–18 | 4. února 2018  | Hakuba, Japonsko     | HS134/10 km | 2     |
| 2   | 2021–22 | 15. ledna 2022 | Klingenthal, Německo | HS140/10 km | 2     |
| 3   | 2021–22 | 16. ledna 2022 | Klingenthal, Německo | HS140/10 km | 2     |